# Laguna Contaycocha
La laguna Contaycocha es un cuerpo de agua generado por deslizamiento de tierra antiguo y está ubicada en el distrito de Huallanca, provincia de Bolognesi, en Ancash, Perú.  Dicha laguna se ubicada a una altitud de 3889 m s.n.m.
La gestión del río Torres y la laguna se encuentra bajo la jurisdicción de la Autoridad Local de Agua Alto Marañón.

## Ubicación
La laguna Contaycocha se localiza en la ladera sur de la quebrada Santa Rosa a 5.5 km al noreste de la ciudad de Huallanca. Se encuentra a 2 km aguas abajo de las operaciones de la mina Huanzalá y el río Torres es su principal tributario.

## Estudios
La laguna Contaycocha está contaminada por la acumulación de hierro férrico y su pH es ácido producto del drenaje ácido de la poza de sedimentación aguas arriba en el río Torres de la mina Huanzalá, esto ha generado la extinción definitiva de la fauna acuática.
Un estudio de sedimentos en la laguna de 1988 a través de análisis petrominerográficos describió la muestra como arcillosa de color marrón claro con algunas partículas de menis 1 mm de diámetro de cuarzo lechoso, óxidos, lutitas, arenas con óxidos, con diseminado fino de carbonatos con sulfuros, y restos de tallos secos.